# 约翰·卡尔·布尔克哈特
约翰·卡尔·布尔克哈特（德語：Johann Karl Burckhardt，1773年4月30日—1825年6月22日），是一位出生在德国的天文学家暨数学家，后入籍法国公民，更名让·夏尔·布尔克哈特（法語：Jean Charles Burckhardt）。最为人所知的是他的基础天文学以及在十九世纪上半叶广泛使用的航海年历基础-月球运动论。

## 生平
布尔克哈特出生在莱比锡，在那里学习了数学和天文学。后来成为哥达天文台助理并在弗朗茨·克萨韦尔·冯·扎奇手下从事研究工作。在冯·扎奇的推荐下他进入了当时由热罗姆·拉朗德任台长的巴黎军事学校天文台。被任命为法兰西经度局天文助理并在1799年收到了他的移民申请，1804年他入选法兰西学会。1807年拉朗德去世后，布尔克哈特接任军事学校天文台台长，1822年被美国文理科学院授予外籍名誉院士。

## 科研
布尔克哈特对彗星轨道进行了大量的研究，他对1770号彗星的研究使他在业内开始获得了部分声望。
1812年，在继皮埃尔-西蒙·拉普拉斯之后，他发表了改进版的月球运动论。布尔克哈特的历表似乎是首个以选择的月球观测参数的方差数来调整的，其中约使用了4000个。 法兰西经度局的一个委员会（由拉普拉斯、德朗布尔、布瓦尔、阿拉戈和泊松组成）在依据早期数据的平均值方差分析后认为，布尔克哈特的历表比约翰·托拜厄斯·比格的更为完善，是几十年来最精确的导航月历表。从1821年至1861年被正式用于计算航海年历中的月球星历表（但由于约翰·柯西·亚当斯修正了历表中月球水平视差的计算，从1856年开始被部分取代）。1862年及此后发生的航海年历问题后，布尔克哈特的历表最终被根据彼得·安德烈亚斯·汉森更全面的月球运动理论所建立的新算法完全取代。
月球上的布尔克哈特环形山就是以他的名字命名的。